# Sindacato Intercategoriale Cobas
Il Sindacato Intercategoriale Cobas (SI Cobas) è un sindacato italiano fondato nel 2010 e attivo soprattutto nel settore della logistica. Di ideologia marxista, si ispira a livello ideale all'esperienza del sindacato Industrial Workers of the World (IWW).

## Storia
Il SI Cobas viene fondato il 28 marzo 2010 da una scissione del SLAI Cobas. Nel 2014 assieme ai sindacati SLAI Cobas, ADL Cobas, USB, USI-AIT, SlaiProlCobas ed altri minori, si sono opposti al Protocollo di Confindustria e CGIL-CISL-UIL del 10 gennaio 2014. Nel 2016 una spaccatura ha generato SOL Cobas, il cui fondatore Zerbini era stato uno dei leader milanesi del SI Cobas. Nel 2020 è fra i soggetti promotori del "Fronte unico anticapitalista", alleanza sindacale e politica che raggruppa partiti, centri sociali e sindacati.

## Attività
Il sindacato è fin dagli inizi particolarmente attivo nel comparto della logistica, un settore segnato da una fortissima presenza di manodopera immigrata e in cui SI-Cobas è il maggiore sindacato italiano. Le pessime condizioni di lavoro nel comparto, unite alla forte solidarietà all'interno delle comunità etniche di appartenenza dei lavoratori, favoriscono il tipo di pratica sindacale conflittuale portata avanti da SI-Cobas tra i facchini, basata su tattiche radicali e con un forte impatto, come quella del blocco delle merci, spesso sfociate in arresti, minacce di espulsione coatta e procedimenti giudiziari a carico degli scioperanti. I sindacalisti inoltre sono stati fatti oggetto anche di aggressioni e intimidazioni di stampo mafioso in casi in cui vi erano infiltrazioni mafiose nelle aziende del comparto. Dall'altra parte la stessa solidarietà etnica favorisce pratiche più controverse quali il reclutamento etnico, a volte avvenuto anche attraverso gli stessi sindacalisti locali di SI-Cobas o di altri sindacati di base. I sindacati di base del settore tuttavia sono anche riusciti a incoraggiare la costruzioni di reti di comunicazione e solidarietà che superassero le differenze tra le etnie di appartenenza dei lavoratori, che venivano sfruttate dalle aziende per indebolirne le istanze. Inoltre la rete attorno ai sindacati di base, costituita da centri sociali, organizzazioni studentesche e altri gruppi, ha permesso di rafforzare il legame tra il sindacato e i lavoratori, che ricevono assistenza anche per le rivendicazioni in materia di diritto di soggiorno nel paese o di diritto alla casa.
Dopo aver organizzato un primo sciopero nazionale della logistica nel 2013 e altri due nel 2015, nello stesso anno SI-Cobas e ADL Cobas riuscirono a firmare un accordo con alcune delle maggiori aziende della logistica, che prevedeva alcune garanzie in più rispetto al contratto collettivo di settore, in particolare su scatti di livello, malattia e garanzie sui cambi di appalto. Un altro sciopero nazionale della logistica è stato promosso nel 2021. Nel 2022 ha promosso una mobilitazione dei rider di Just Eat, contestando l'accordo nazionale sottoscritto dai sindacati confederali CGIL-CISL-UIL e chiedendo la piena applicazione del contratto vigente nella Logistica.

### Morte di Adil Belakhdim
Il 18 giugno 2021 un coordinatore interregionale dei SI Cobas, il trentasettenne Adil Belakhdim, viene travolto e ucciso da un autista che con il suo camion aveva forzato il posto di blocco di una manifestazione ai cancelli della Lidl di Biandrate (NO).

## Organizzazione
Attualmente SI-Cobas è presente con proprie sedi nelle seguenti città: Milano, Rho, Brescia, Bergamo, Crema, Pavia, Bologna, Piacenza, Castel San Giovanni, Parma, Modena, Torino, Novara, Alessandria, Genova, Prato, Perugia, Roma, Napoli, Messina, Catania.

### Coordinatore nazionale
- Aldo Milani

## Vicende giudiziarie
Alcuni dirigenti del sindacato sono stati al centro di procedimenti giudiziari. Nel 2017 il coordinatore nazionale Aldo Milani è stato arrestato, insieme a un consulente, con l'accusa di estorsione ai danni di un'azienda di Modena, il sindacato ha accusato l'azienda di aver ordito una montatura. Il sindacalista è stato successivamente assolto dal Tribunale di Modena "per non aver commesso il fatto". Nel 2013 lo stesso Milani aveva ricevuto un foglio di via per 3 anni da Piacenza a seguito di una dura vertenza sindacale.
Nel 2021 a Piacenza due sindacalisti sono stati posti agli arresti domiciliari con l'accusa di aver provocato degli scontri nel corso di un'azione di picchettaggio durata 13 giorni. Il sindacato ha risposto ribadendo la legittimità della lotta e contestando precarie condizioni di lavoro e paghe bassissime.
Nel luglio 2022, sempre a Piacenza, sono stati posti agli arresti domiciliari per “associazione a delinquere” il coordinatore nazionale SI Cobas Milani, altri tre dirigenti cittadini e due sindacalisti USB. Secondo la Magistratura ciascun episodio delle dure forme di agitazione poste in atto sarebbe stato “ pianificato, cercato e voluto dagli indagati che hanno agito sempre nella convinzione di poter lucrare posizioni di privilegio”. I sindacati coinvolti hanno contestato l' “attacco alla pratica sindacale, al diritto di sciopero”.
L'accusa di "associazione a delinquere" è stata successivamente esclusa dal Tribunale del riesame che ha invece mantenuto quelle di "violenza e resistenza a pubblico ufficiale". In settembre 2022 la Procura di Bologna ha chiesto il rinvio a giudizio di quattro sindacalisti per reati associativi.